# Frank Bakke-Jensen

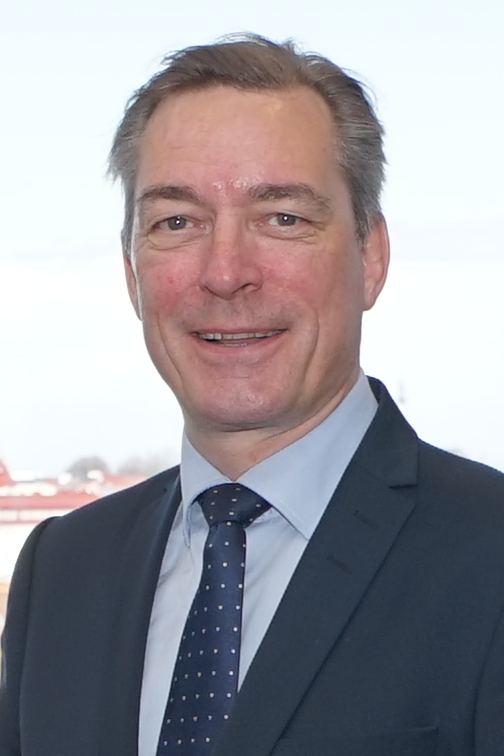
Frank Bakke-Jensen, 2017

Frank Bakke-Jensen (* 8. März 1965 in Båtsfjord) ist ein norwegischer Politiker der konservativen Partei Høyre. Von Dezember 2016 bis Oktober 2017 war er Minister für Europaangelegenheiten, von Oktober 2017 bis Oktober 2021 war er der Verteidigungsminister seines Landes. Von 2009 bis 2021 war er Abgeordneter im Storting.

## Leben

### Ausbildung und berufliche Karriere
Bakke-Jensen ist ausgebildeter Schiffselektriker. Von 1990 bis 1991 diente er als Soldat bei der Beobachtermission United Nations Interim Force in Lebanon. Nach seiner Rückkehr arbeitete er als Lehrer in seinem Geburtsort, 1993 begann er nebenher ein Studium der christlichen Religion. 1995 fing er an, in der Tourismusbranche zu arbeiten, 1999 übernahm er das Reisebüro Båtsfjord Reiseservice AS, bei dem er zuvor Angestellter war. 2002 bis 2003 studierte er Projektmanagement an der Universität Tromsø, von 2005 bis 2006 studierte er Tourismusmarketing.

### Politische Karriere
Zwischen 1999 und 2009 saß Bakke-Jensen Mitglied im Kommunalparlament von Båtsfjord. Ab 2007 war er Bürgermeister der Kommune, obwohl die Arbeiderpartiet bei den Kommunalwahlen die absolute Mehrheit erlangte. Wegen interner Streitigkeiten war diese jedoch nicht in der Lage, den Bürgermeister zu stellen. Zudem war er von 2007 bis 2009 Abgeordneter im Fylkesting der damaligen Provinz Finnmark. Zwischen 2008 und 2009 war er des Weiteren der stellvertretende Vorsitzende seiner Partei in der Finnmark.
Bei der Parlamentswahl 2009 zog Frank Bakke-Jensen erstmals in das norwegische Nationalparlament Storting ein und er wurde sowohl 2013 als auch 2017 wiedergewählt. Dort vertrat er den Wahlkreis Finnmark und er wurde Mitglied des Wirtschaftsausschusses, wo er bis 2016 verblieb. Am 20. Dezember 2016 wurde er zum Minister für die Europäische Union und den Europäischen Wirtschaftsraum in der Regierung Solberg ernannt. Zum 20. Oktober 2017 wurde er der Verteidigungsminister. Im Storting wurde er aufgrund der Zugehörigkeit zur Regierung von seiner Parteikollegin Marianne Haukland vertreten. Im April 2020 kündigte er an, bei der folgenden Parlamentswahl im September 2021 nicht erneut anzutreten. Er begründete diesen Schritt unter anderem auch damit, dass die Finnmark von einer in der Region lebenden Person vertreten werden solle und er von Båtsfjord nach Tromsø, also in die ehemalige Provinz Troms, umgezogen sei.
Im September 2020 wurde er zum neuen Direktor der Fischereibehörde Fiskeridirektoratet ernannt, wobei er den Posten erst nach der Stortingswahl 2021 übernehmen sollte. Im Anschluss an die Wahl 2021 schied Bakke-Jensen aus dem Storting aus. Seine Amtszeit als Verteidigungsminister endete mit dem Abtritt der Regierung am 14. Oktober 2021. Am 1. Dezember 2021 übernahm er den Posten als Direktor des Fiskeridirektoratet.

### Privates
Bakke-Jensens Vorfahren gehören dem Volk der Samen an. Er selbst erfuhr das erst als Erwachsener, als er Recherchen dazu anstellte. Seine Familie war der Ansicht, dass der samische Hintergrund etwas wäre, was man geheim halten sollte. Auf einem Parteitag in Tromsø kritisierte Bakke-Jensen Parteimitglieder, die behaupteten, dass die Stadt fast keine samische Tradition habe. Er wies darauf hin, dass er etwa lange nicht wusste, dass er samische Vorfahren hatte und man es sich zu einfach machen würde, wenn man im Jahr 2019 noch gegen die Erkenntnis ankämpft, dass die Region samischen Hintergrund hätte.
Frank Bakke-Jensen ist mit der aus Tromsø stammenden Unternehmerin Hilde Sjurelv verheiratet und hat zwei Kinder aus erster Ehe.